# Stenoma cana
Stenoma cana es una especie de polilla del género Stenoma, orden Lepidoptera.
Fue descrita científicamente por Felder en 1875.

## Distribución
Se distribuye por Brasil, Perú y Guayana Francesa.